# 瓦西里夫卡 (貝雷濟夫卡區)
47°33′54″N 30°37′3″E / 47.56500°N 30.61750°E
瓦西里夫卡（烏克蘭語：Василівка）是位於烏克蘭西南部的村莊，由敖德萨州贝雷济夫卡区的米科萊夫卡市鎮負責管轄。該村始建於1918年，面積1.26平方公里，海拔高度48米，2001年人口551，人口密度每平方公里437.3人。